# Roberto Quistial
Roberto Carlos Quistial Arcos (* 25. August 1989) ist ein ecuadorianischer Straßenradrennfahrer.
Roberto Quistial belegte 2008 den zweiten Platz bei dem Eintagesrennen Clásica de la Policía und er wurde Zweiter bei einer Etappe der Vuelta Ciclista a la Republica del Ecuador. Im nächsten Jahr wurde er dann Etappenzweiter bei der dritten Etappe des Clásica Ciclista en Tulcán Dunamis La Nación. Bei der ecuadorianischen Meisterschaft gewann Quistial das Einzelzeitfahren der U23-Klasse und das Straßenrennen der Eliteklasse.

## Erfolge
2009
- Ecuadorianischer Meister – Einzelzeitfahren (U23)
- Ecuadorianischer Meister – Straßenrennen